# Вільям Таунсенд Айтон
Вільям Таунсенд Айтон (англ. William Townsend Aiton, 2 лютого 1766, К'ю, Лондон, Англія — 9 жовтня 1849) — англійський ботанік та садівник.
Син та наступник Вільяма Айтона (1731—1793). Успадкував директорський пост у Королівських ботанічних садах в К'ю.
За велінням короля Георга IV заклав сади у Брайтоні та в Букінгемському палаці. Підготував та випустив у світ нове розширене видання книги свого батька «Hortus Kewensis» (5 volumes, London, 1810–1813).
В. Т. Айтон був одним із засновників та активним членом ради Королівського садівничого товариства та членом Лондонського Ліннеївського товариства.